# Tinió de Siracusa
Tinió de Siracusa (en grec antic Θινιὸν), va ser tirà de Siracusa entre els anys 279 aC i el 277 aC.
Era fill de Mammeu, i va ser un dels promotors de l'exili d'Hicetes, l'anterior tirà. Conquerit el poder, se li va unir Sosístrat, amb que, en principi, va compartir el poder amistosament. Tots dos tenien el recolzament d'un exèrcit de 10.000 mercenaris. Aviat van entrar en conflicte, i van iniciar una guerra civil que va dividir la ciutat entre Ortígia, que dominava Tinió, i terra ferma, en mans de Sosístrat.
Probablement Sosístrat va derrotar Tinió i va conquerir una gran part del sud de Sicília fins a Agrigent. Aprofitant aquella guerra civil, els cartaginesos van desembarcar a l'illa i van assetjar Siracusa per terra i per mar. La situació començava a ser crítica i les dues faccions van demanar ajuda a Pirros, rei de l'Èpir, a qui van lliurar la ciutat i l'exercit, i li van garantir l'ajuda de les altres ciutats sicilianes. Pirros va aconseguir que Tinió i Sosístrat signessin un acord de pau, i va nomenar Sosístrat cap de les tropes mercenàries, mentre Tinió va ser el superintendent de les defenses del territori. Pirros volia continuar la guerra amb Cartago i va organitzar una expedició a l'Àfrica, però els dos tirans se li van oposar. Va fer matar Tinió mentre Sosístrat es va poder escapar.